# Länsväg 201
Länsväg 201 går sträckan Mariestad - Moholm - Tibro - Hjo.
Längd 62 km.

## Anslutningar
- E20
- Riksväg 26
- Länsväg 200
- Riksväg 49
- Länsväg 194
- Länsväg 195

## Historia
På 1940-talet infördes vägnummer i Sverige och då gavs nummer 201 till sträckan Mariestad - Moholm. Sträckan Moholm - Hjo var onumrerade småvägar. 1962 ändrades många vägnummer och då förlängdes också väg 201 till Hjo.